# المنطقة الحرة في عدن
منطقة التجارة الحرة في اليمن هي منطقة للتجارة الحرة في اليمن أقيمت في مدينة عدن عام 1993 بعد صدور قانون المناطق الحرة اليمني. وتهدف إلى إزالة كافة القيود الجمركية وغير الجمركية على التجارة في السلع والخدمات فيما بينها؛ لزيادة حجم التبادل التجاري ورفع معدلات النمو الاقتصادي.

## التأسيس
بعد قيام الوحدة اليمنية في 22 مايو 1990 م، تم تعيين وتسمية مدينة عدن كعاصمة اقتصادية وتجارية للجمهورية اليمنية، ووضعت الحكومة ضمن أولويات مهامها الاقتصادية الاستفادة القصوى من مؤهلات عدن، الجغرافية –الاقتصادية – البشرية - التاريخية، وتطويرها وتأهيلها لإقامة منطقة حرة متكاملة تجعل من مدينة عدن مركزاً للتجارة الدولية وقاعدة ينهض عليها الاقتصاد الوطني ولتعزيز وتنويع مصادر دخل البلاد، في إطار فلسفة الاقتصاد الحر.
ففي 3 يناير 1991 م عقد مجلس الرئاسة ومجلس الوزراء اجتماعا مشتركاً في مدينة عدن، وصدر عنالاجتماع القرار رقم (209) لعام 1991 م بشأن إعلان مدينة عدن منطقة حرة، وإجراءات إنشاء هيئة لإدارة المنطقة الحرة. وفي 25أبريل 1991 م صدر القرار الجمهوري رقم (49) لعام 1991 م بإنشاء الهيئة العامة للمناطق الحرة وحدد القرار بأن تكون للهيئة شخصية اعتبارية، وذمة مالية مستقلة، وتخضع لإشراف رئيس الوزراء مباشرةً، ومركزها الرئيسي صنعاء، كما حدد مهامها بتولي إدارة واستثمار وتطوير المناطق الحرة التي يتم إنشاؤها في أي منطقة من مناطق الجمهورية.
وفي الأول من أبريل 1993 م صدر قانون المناطق الحرة رقم (4) لعام 1993 م وقد نصت المادة الثانية من هذا القانون على الآتي (( تنشأ بمقتضى أحكام هذا القانون منطقة حرة تشمل مدينة عدن، ويتم تطبيق نظام المنطقة الحرة فيها على مراحل، ويحدد مجلس الوزراء بقرار ينشر في الجريدة الرسمية الحدود الجغرافية للمنطقة الحرة والمواقع التي سيبدأ فيها التطبيق وتاريخه)). وفي 25 أبريل 1993 م صدر قرار رئيس مجلس الوزراء رقم (65) لعام 1993 م بشأن المواقع وحدودها الجغرافية التي سيبدأ فيها تطبيق نظام المنطقة الحرة في مدينة عدن. و تضمن القرار تحديد (15) موقعاً في مدينة عدن لإقامة مشاريع المنطقة الحرة وفقاً للمقترحات التي وردت في الخطة العامة لتطوير المنطقة الحرة عدن، ويبلغ إجمالي مساحة هذه المواقع (32348) هكتار تقريباً.
وقد قامت الهيئة العامة للمناطق الحرة خلال الفترة 1992م – 1995م بالتحضير والإعداد والتجهيز لإقامة المنطقة الحرة عدن وخلال الفترة 1996- 1999م تم تنفيذ تطوير المرحلة الأولى لمشاريع المنطقة الحرة عدن، وفي النصف الثاني من عام 1999م بدأت مرحلة التشغيل.
ويتناول الباب الأول من القانون التسمية والتعاريف، أما الباب الثاني فيتضمن إجراءات إنشاء المناطق الحرة، والباب الثالث يتناول الأحكام الخاصة بإدارة المناطق الحرة، والباب الرابع يتضمن الأعمال المرخص بها والمحظورة في المنطقة الحرة، والباب الخامس يحدد المزايا والضمانات التي يقدمها ويكفلها القانون في المناطق الحرة، والباب السادس خاص بالتعرفة والرسوم، والباب السابع بشأن تسوية المنازعات، والباب الثامن حول الجرائم والمخالفات وعقوبتها، والباب التاسع أحكام عامة وختامية. وفي 30 يونيو 1999 م صدر قرار رئيس مجلس الوزراء رقم (295) لعام 1999 م باللائحة التنفيذية لقانون المناطق الحرة رقم (4) لعام 1993 م.

## الرؤية المستقبلية للمنطقة الحرة عدن
تتمثل الخطوة الأولى في هذه العملية إعادة تحديد رؤيا لتطوير المنطقة الحرة عدن إلى كيان حديث قائم على سلسلة من النشاطات اعتماد ً على ميزتها التنافسية لتكون مركزاً جذاباً للاستثمار المحلي والدولي، إن المنطقة الحرة بعدن وبإمكانياتها غير المستغلة توفر أساس فعلي لصياغة رؤيا متماسكة لتصميم:
- مركز عالمي شامل للنقل والعمل.
- جذب وخدمة مستثمرين إقليميين وعالميين.
- المساهمة بقوة في ازدهار الاقتصاد الوطني.

## الأهداف الاستراتيجية والعملية
- القيام بتطوير وتنفيذ نموذج المنطقة الحرة التي تلبي أفضل الممارسات الدولية وأنظمة التجارة الدولية، وذلك عبر مقاربة متكاملة لتأسيس بيئة أعمال مرغوبة والوصول إلى بنية تحتية نوعية والقيام بمراجعة وتعديل لوائح وأنظمة المنطقة الحرة وفقاً لأفضل الممارسات لنموذج المنطقة الحرة المطلوب تطويرها.
- القيام بجذب مطوري القطاع الخاص لتطوير وتشغيل المنطقة أو أجزاء منها عبر ترتيبات لشراكة القطاع العام – الخاص الفعالة.
- القيام بجذب (و/ أو بتسهيل جذب) الشركات المستأجرة بالمنطقة.
- القيام بإنجاز درجة قصوى من الاستقلال المالي واسترداد التكاليف عبر نظام الرسوم المبني على السوق.
- القيام بتطوير الهيكل التنظيمي والإداري المهني/ الاختصاصي بمجلس إدارة فعال وكوادر مؤهلة.
- القيام بتأسيس شراكة فعالة مع هيئة مؤانى خليج عدن (بما في ذلك ميناء عدن للحاويات ومطار عدن الدولي) لتسهيل التعاون والدمج في تنمية المنطقة وهذه المرافق.
- القيام بتحقيق التعاون الفعال مع هيئات التخطيط على مستوى الوطن والمحافظة للتأكيد بأن المنطقة يجرى تطويرها و تشغيلها كجزء لايتجزء من جهود التنمية على المستوى الوطني والمحافظة.
- القيام بتعزيز الشراكة مع الهيئة العامة للاستثمار ومجلس إدارة السياحة وهيئات ترويج الاستثمار الأخرى ذات العلاقة لتنفيذ بناء الصورة وتسويق الاستثمار الخارجي وتسهيل جذب المستثمرين المستهدفين عبر مطوري / مشغلي المنطقة من القطاع الخاص.

## وظائف المنطقة الحرة
- مناولة البضائع وتجارة النقل والاستيراد والتصدير.
- مخازن.
- صناعات خفيفة.
- صناعات ثقيل.
- صناعات بتروكيميائية.
- سياحة.
- خدمات عامة.

## إختيار المنطقة الحرة لعدن
للمنطقة الحرة عدن مزايا عديدة لا تتوافر مجتمعة في أي مكان في الأقليم:
- موقع جغرافي مميز.
- مدخل طبيعي إلى الميناء بعمق حتى 40 مترا بقنوات سهلة التعميق.
- تسهيلات إرشاد لسفن عالية التطور والتقنية للملاحة.
- وفرة في مساحات الأرض تقدر بـ 325 كم2 صالحة للتوسعة والتنمية.
- أسواق نامية تضم 200 مليون مستهلك في جوار اقتصاديات مجلس التعاون الخليجي المتسارعة اتساعا وجوار دول إقليمية أخرى مشابهة.
- تسهيلات ومرافق تخزينية وتوزيعية ملائمة للتعامل مع أفريقيا والبحر الأحمر والخليج العربي.
- وفرة من الموارد البشرية المحلية الرخيصة نسبيا.

### مزايا مدينة عدن
- البوابة الجنوبية إلى شبه الجزيرة العربية المزدهرة.
- ملتقى الطرق لمناطق الشرق الأوسط وشرق أفريقيا.
- مركز الأعمال التجارية الؤائد لليمن.
- ميناء طبيعي محمي رائع وعظيم.
- تقاليد تجارية تعود إلى عدة قرون خلت.
- في قلب خطوط التجارة التي تربط أوروبا بجنوب آسيا والشرق الأقصى,

## مزايا الاستثمار المنطقة الحرة عدن
- ملكية أجنبية للمشروع 100% .
- إعفاء من ضرائب الأرباح التجارية والصناعية و ضرائب الدخل لمدة 15سنة قابلة للتجديد لفترة 10 سنوات إضافية.
- حرية تحويل رؤوس الأموال والأرباح إلى خارج المنطقة الحرة.
- لا قيود على العملة.
- إعفاء العاملين غير اليمنيين من ضرائب الدخل.
- لا قيود على استقدام واستخدام العمالة الأجنبية.
- حرية اختيار مجال الاستثمار.
- حرية اختيار الشكل القانوني للمشروع.
- حرية تحديد الأسعار والأرباح.
- توفر مواقع ومساحات واسعة وبأسعار مناسبة.